# 石佛站 (京畿道)
石佛站（：／ Seokbul yeok */?）是中央線沿線的一座鐵路車站，位于韓國京畿道杨平郡砥平面望美里。本站有ITX-青春及無窮花號列車停靠。

## 历史
- 1967年11月15日：开始使用。
- 2001年9月8日：变为信号场。
- 2011年10月5日：客运业务停止办理。
- 2012年10月25日：客运业务恢复。

## 相鄰車站
韓国铁道公社
中央线
砥平－石佛－日新